# قتاد إصبعي الثمار
القتاد إصبعي الثمار نوع نباتي اسمه العلمي (.Astragalus dactylocarpus Boiss)، وهو نبات عشبي معمّر من جنس القَتَاد.

## البيئة والانتشار
يكثر نبات القتاد إصبعي الثمار في سوريا والعراق وإيران وتركيا.

## الأسماء العلمية المرادفة
لا توجد أسماء علمية مرادفة.

## الأسماء الشائعة
القَفْعَاء أو القُفَيْعَة أو السكار